# Reginald Martin
Reginald George Warren Martin (25. juni 1887 - 29. januar 1981) var en britisk lacrosse-spiller som deltog OL 1908 i London.
Martin vandt sølvmedalje i lacrosse under OL 1908 i London. Han var med på det britiske lacrossehold som kom på en andenplads i konkurrencen i lacrosse. Der var kun to hold med i konkurrencen.